# Miguel Ángel Calisto
Miguel Ángel Calisto Águila (Coyhaique, 19 de julio de 1985) es un periodista y político chileno, exmilitante del Partido Demócrata Cristiano (PDC). Se desempeñó como Consejero Regional por la provincia de Coyhaique y con 29 años asumió como Presidente del Consejo Regional de Aysén. Fue elegido diputado con la primera Mayoría Regional de Aysén en 2017. Posteriormente fue reelecto el año 2021 con la tercera mayoría nacional.
Actualmente se encuentra desaforado por delitos de fraude al fisco.

## Biografía
Nació el 19 de julio de 1985 en Coyhaique. Es hijo de Georgina Calisto, dirigenta política y concejala de la ciudad de Coyhaique. Comenzó sus estudios básicos en el Colegio San José Obrero y posteriormente sus estudios secundarios los realizó en el Liceo San Felipe Benicio.   
Calisto es periodista, licenciado en comunicación social en la Universidad Austral de Chile de la ciudad de Valdivia, y máster en dirección financiera de la Universidad de Barcelona. También cursó estudios en doctrina social de la Iglesia en la Universidad Finis Terrae.

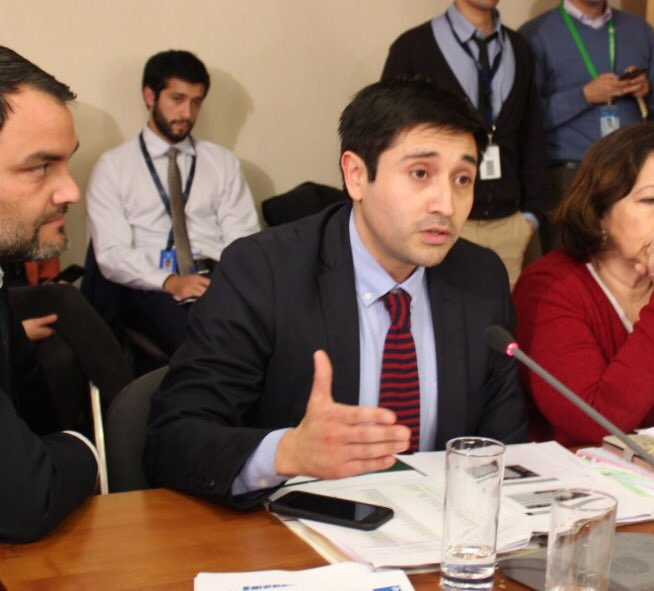
Calisto fue reelecto diputado integrando las comisiones de Constitución, Legislación y justicia, Pesca y Economía.

Calisto está casado, y tiene un hijo llamado Adolfo, en honor al político falangista Adolfo Zaldívar. Es católico.

## Trayectoria pública
Exmilitante del Partido Demócrata Cristiano (PDC).Fue dirigente político de la Juventud Demócrata Cristiana (JDC) y de la Democracia Cristiana Universitaria (DCU) en la ciudad de Valdivia. Tras concluir sus estudios Universitarios, junto a dirigentes como José Alvarado Santana, conformó la Agrupación Sembrando Futuro para Aysén, que permitió la creación histórica de la Beca Aysén y Beca Patagonia Aysén.
Militante del Partido Demócrata Cristiano (PDC) desde su adolescencia. Tras la expulsión de Adolfo Zaldívar, con quien tuvo una estrecha relación, fue asesor legislativo y político mientras éste fue Presidente del Senado, se integró durante algunos años al Partido Regionalista de los Independientes. Posteriormente se reincorporó al PDC. 
Se desempeñó como asesor legislativo del senador y Presidente del Senado de Chile Patricio Walker Prieto.
En las elecciones de consejeros regionales de 2013 resultó elegido con la primera mayoría regional consejero regional de la Región de Aysén por la provincia de Coyhaique en representación del PRI con 3.528 votos equivalentes al 19.19% de los sufragios.
Dentro de ese cargo, entre marzo de 2014 y marzo de 2016, fue presidente del Consejo Regional del mismo territorio.
Se desempeñó, asimismo, como director de la Junta Nacional de Auxilio Escolar y Becas (JUNAEB) en la Región de Aysén, entre octubre de 2016 y junio de 2017.
En las elecciones parlamentarias de 2017 fue elegido diputado en la lista Convergencia Democrática por el Partido Demócrata Cristiano, 27.º Distrito, XI Región de Aysén del General Carlos Ibáñez del Campo (Aysén, Chile Chico, Cisnes, Cochrane, Coyhaique, Guaitecas, Lago Verde, O’Higgins, Río Ibáñez, Tortel), período 2018-2022. Obtuvo 8728 votos correspondientes a la primera mayoría regional con un 24,96% de los sufragios válidamente emitidos. 
En marzo de 2019 en la Sala del Consistorio del Palacio Apostólico Vaticano, el Diputado Demócrata Cristiano Miguel Ángel Calisto se reunió con el Santo Padre Francisco quién lo recibió en audiencia, en el marco de un encuentro con 26 jóvenes líderes católicos latinoamericanos denominado "una nueva generación de católicos latinoamericanos en la política".

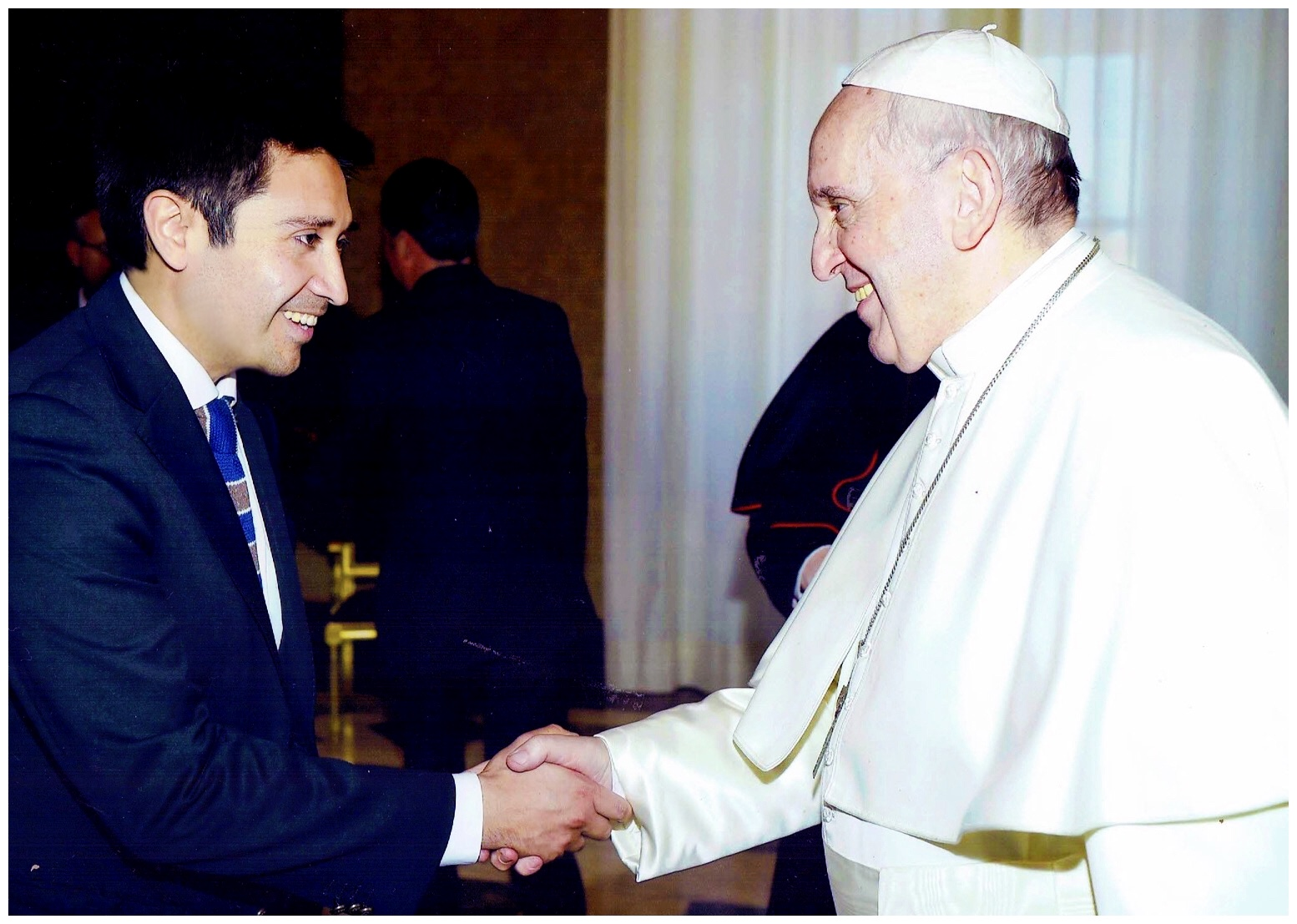
Diputado Miguel Ángel Calisto sostiene encuentro con Papa Francisco

Es participantes de la Red Latinoamericana de Jóvenes por la Democracia. Por esa razón y tras ser electo Diputado es invitado a la Entrega de los premio “Oswaldo Payá, libertad y vida”, distinción organizada por la familia del disidente cubano fallecido en 2012. Tras su visita a Cuba es detenido, interrogado y deportado a Chile.
En diciembre del 2020 entrega la Presidencia de la Comisión Interparlamentaria de Seguimiento a la Alianza del Pacífico (CISAP) al Senador José Luis Pérez de Colombia. Posteriormente el Diputado Calisto recibe condecoración por su labor como presidente Pro Témpore de la Cisap, "la Orden del Mérito a la Democracia", que fue entregada por el Senado de Colombia (15).
En agosto de 2021 postuló a la reelección por el distrito 27.º Distrito, XI Región de Aysén del General Carlos Ibáñez del Campo (Aysén, Chile Chico, Cisnes, Cochrane, Coyhaique, Guaitecas, Lago Verde, O’Higgins, Río Ibáñez, Tortel), periodo 2022-2026. En noviembre fue reelecto en el Nuevo Pacto Social y en el cupo del Partido Demócrata Cristiano, con la primera mayoría tras obtener 9.738 votos, correspondientes al 25,71% del total de los sufragios válidos. Convirtiéndose proporcionalmente en la tercera mayoría nacional de la Cámara de Diputados. 
El 13 de noviembre de 2022 anunció su renuncia al PDC debido a diferencias con su directiva. Días antes fue candidato a la presidencia de la Cámara de Diputados, recibiendo el respaldo de la derecha y de solo una parte de la bancada demócratacristiana, siendo derrotado por Vlado Mirosevic. En enero de 2023 se incorporó al partido en formación Demócratas.
En 2025 anunció su postulación al cargo de Senador por la región de Aysén para las elecciones parlamentarias de ese año. Tras no ser incluido en el pacto electoral de Demócratas y Chile Vamos debido a su situación judicial, se unió a la lista conformada por la Federación Regionalista Verde Social y Acción Humanista.

## Labor parlamentaria
Integra las comisiones permanentes de Zonas Extremas y Antártica Chilena; Trabajo y Seguridad Social; Vivienda, Desarrollo Urbano y Bienes Nacionales; y de Cultura y de las Artes; y Relaciones exteriores.
Desde abril de 2019 a diciembre de 2020  asume como Presidente de la Comisión de Seguridad ciudadana del Congreso Nacional de Chile, donde ha liderado discusiones contingentes como proyecto control de identidad, Ley Antiterrorista, Ley de modernización de policías, Ley para combatir el crimen organizado, Ley de Delitos informáticos y Ley de Extraviados.
En su segundo periodo parlamentario (2022-2026)  integra las comisiones permanentes de Constitución, Legislación, Justicia y Reglamento; Economía, Fomento; Micro, Pequeña y Mediana Empresa; Protección de los Consumidores y Turismo; y Pesca, Acuicultura e Intereses Marítimos. Destaca su participación en la tramitación del proyecto que "Crea el Servicio Nacional de Reinserción Social Juvenil e introduce modificaciones a la ley N° 20.084, sobre responsabilidad penal de adolescentes, y a otras normas que indica".
Preside -desde agosto de 2022- la Comisión Especial Investigadora con el objeto de reunir antecedentes sobre el actuar de las autoridades de gobierno, en especial las relacionadas con la PDI y su alto mando, respecto a diversas irregularidades y el posible tráfico de influencias.
También se desempeñó en la Comisión Especial Investigadora encargada de reunir antecedentes sobre los actos del Ministerio de Energía y la Superintendencia de Electricidad y Combustibles relativos al eventual sobreprecio cobrado por la distribuidora Metrogas.
Entre los principales proyectos presentados por el diputado Miguel Ángel Calisto, resaltan aquellos que buscan terminar con el abuso de las aerolíneas (11), una iniciativa que permite regular los precios de la energía eléctrica, que permitirían bajarlos en la región de Aysén, y aquel que exige a las empresas pesqueras y acuícolas que retiren del lugar de sus operaciones los residuos plásticos. Del mismo modo, ha dedicado su trabajo territorial a beneficios educacionales con mayores becas y avances en materia de salud como la gestión de avión ambulancia para las personas zona sur de Aysen (12)
En el mes de abril del 2021 el diputado DC Miguel Ángel Calisto presentó un oficio ante la Fiscalía Nacional Económica para que investiguen una posible colusión de las compañías de gas. La presentación fue respaldada por los diputados Manuel Matta, Jorge Sabag, Joanna Pérez e Iván Flores. El requerimiento solicitó que “la Fiscalía Nacional Económica inicie una investigación sobre si el alza del precio en la distribución del gas licuado de petróleo, de carácter residencial, se debe a una potencial colusión entre las empresas distribuidoras”.
La Fiscalía Nacional Económica acoge el requerimiento y señala que el precio de venta al público de cada cilindro de gas licuado debiese disminuir alrededor de 15% y que el precio del gas natural que pagan los clientes de Metrogas debiese bajar entre 13% y 20%. “este estudio confirma que el mercado del gas no es suficientemente competitivo y nuestras recomendaciones buscan que esta situación cambie lo antes posible en beneficio de los consumidores, porque estamos convencidos de que los precios pueden ser significativamente menores a futuro si se ajusta la regulación”.

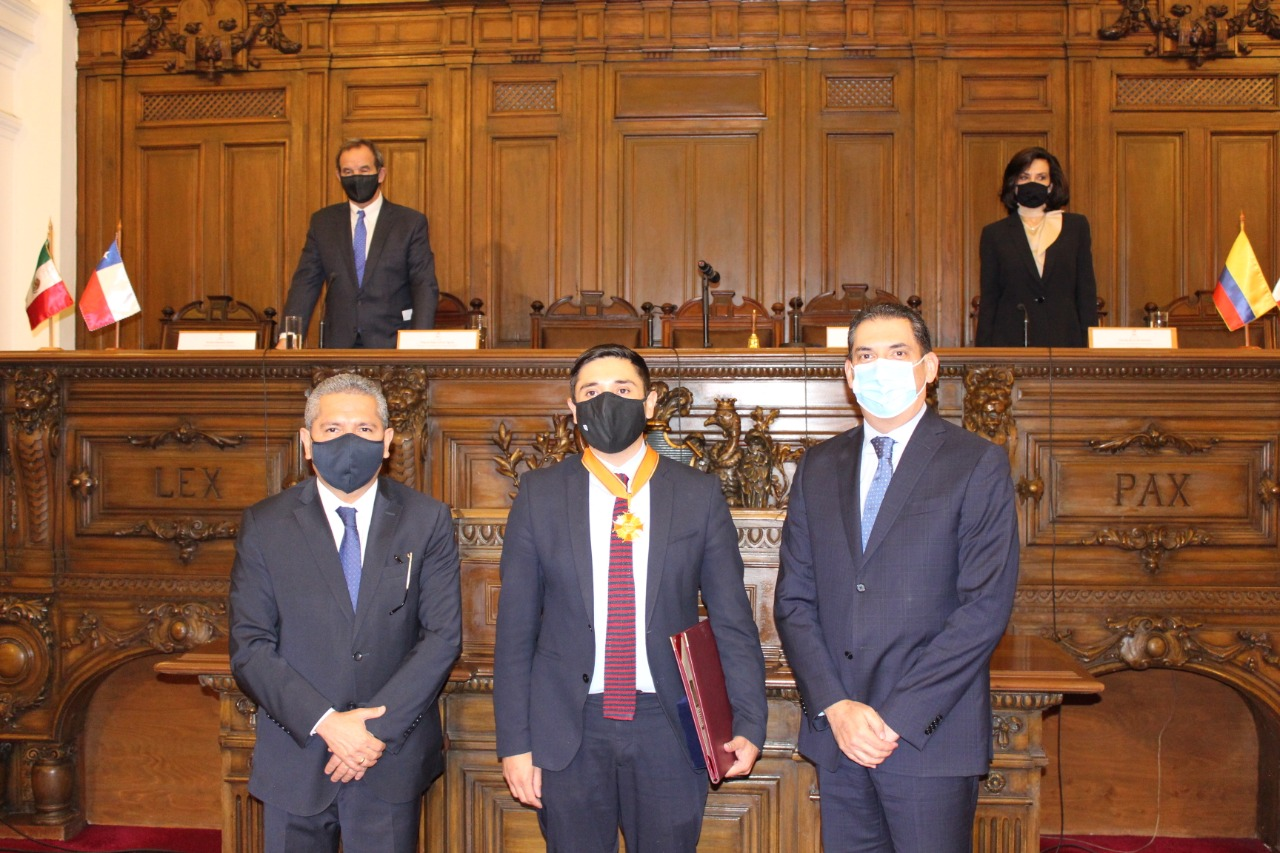
Diputado Calisto recibe Condecoración Orden al Mérito del Senado de Colombia

## Relaciones internacionales
Es participantes de la Red Latinoamericana de Jóvenes por la Democracia. Por esa razón y tras ser electo Diputado es invitado a la Entrega de los premio “Oswaldo Payá, libertad y vida”, distinción organizada por la familia del disidente cubano fallecido en 2012. Tras su visita a Cuba es detenido, interrogado y deportado a Chile.
En marzo de 2019 en la Sala del Consistorio del Palacio Apostólico Vaticano, el Diputado Demócrata Cristiano Miguel Ángel Calisto se reunió con el Santo Padre Francisco quién lo recibió en audiencia, en el marco de un encuentro con 26 jóvenes líderes católicos latinoamericanos denominado "una nueva generación de católicos latinoamericanos en la política".
En el mes de julio de 2019 el diputado Miguel Ángel Calisto asumió la presidencia pro tempore de la Comisión Interparlamentaria de Seguimiento a la Alianza del Pacífico (CISAP) para el período 2019-2020, ello en el contexto de la celebración de la X sesión del organismo, en el marco de la XIV Cumbre de la AP, en Lima, Perú. De esta forma se convierte en el segundo parlamentario chileno en asumir esta importante representación. Entre sus logros se contemplan fortalecimientos vínculos con PARLAMERICAS y PARLASUR (13), en asuntos de corredores Bioceánicos e integración comercial, cooperación social, migración (14) Del mismo modo planteó la urgencia de "Humanizar las actividades comerciales" entre la Alianza del Pacífico y los países asociados.
En diciembre del 2020 entrega la Presidencia de la Comisión Interparlamentaria de Seguimiento a la Alianza del Pacífico (CISAP) al Senador José Luis Pérez de Colombia. Posteriormente el Diputado Calisto recibe condecoración por su labor como presidente Pro Témpore de la Cisap, "la Orden del Mérito a la Democracia", que fue entregada por el Senado de Colombia (15).

## Controversias
En junio de 2025, el Consejo de Defensa del Estado presentó una querella en contra de Calisto por el delito de fraude al fisco. Según el organismo, el diputado habría actuado junto a otras dos personas para realizar "una serie de maniobras destinadas a desviar dineros públicos provenientes de asignaciones parlamentarias para fines no previstos en la ley de presupuestos de la nación". En agosto de ese año, la Corte de Apelaciones de Coyhaique ordenó su desafuero.

## Publicaciones
- Calisto, Miguel Ángel,  (2021),Alianza del Pacífico con miras al 2030 https://www.miguelangelcalisto.cl/wp-content/uploads/2021/06/Alianza-del-Pacifico-con-miras-al-2030-.pdf
- Calisto, Miguel Ángel,  (2021) Bases para avanzar en la construcción de un sistema de seguridad pública integral.  https://www.miguelangelcalisto.cl/wp-content/uploads/2021/06/Ministerio-de-Seguridad-Publica-y-Proteccion-Ciudadana.pdf
- Calisto, Miguel Ángel (2020) la nueva economía y la Cooperación intrarregional en un escenario post Pandemia.  https://www.miguelangelcalisto.cl/wp-content/uploads/2021/06/Pub-CISAP.pdf
- Calisto, Miguel Ángel,  Alianza del Pacífico, plataforma al Asia Pacífico. https://www.miguelangelcalisto.cl/wp-content/uploads/2021/06/La-Alianza-del-Paciifico-y-su-relacion-con-Asia-1.pdf
- Calisto, Miguel Ángel,  (2019) Intervención por Acusación constitucional contra el Presidente de la República de Chile Sebastián Piñera Echeñique – https://www.miguelangelcalisto.cl/wp-content/uploads/2021/06/DOCUMENTO-REFERIDO-A-LA-ACUSACION-CONSTITUCIONAL-AL-PRESIDENTE-DE-LA-REPUBLICA-DE-CHILE.pdf